# 第4回カンヌ国際映画祭
第4回カンヌ国際映画祭（だい4かいカンヌこくさいえいがさい）は、1951年4月3日から20日にかけて開催された。

## 受賞結果
- グランプリ：『令嬢ジュリー』（アルフ・シェーベルイ）、『ミラノの奇蹟』（ヴィットリオ・デ・シーカ）
- 審査員特別賞：『イヴの総て』（ジョセフ・L・マンキウィッツ）
- 特別賞：『ホフマン物語』（マイケル・パウエル、エメリック・プレスバーガー）
- 監督賞：ルイス・ブニュエル （『忘れられた人々』）
- 男優賞：マイケル・レッドグレイヴ （『The Browning Version』）
- 女優賞：ベティ・デイヴィス （『イヴの総て』）
- 脚本賞：テレンス・ラディガン （『The Browning Version』）
- 撮影賞：ルイス・マリア・ベルトラン （『南海の情炎』）
- 音楽賞：ジョセフ・コズマ （『愛人ジュリエット』）

## 審査員

### コンペティション部門
- 審査委員長 
  - アンドレ・モーロワ （フランス/作家）
- 審査員
  - ギャビー・モルレー (フランス/女優)
  - カルロ・リム (フランス/脚本家)
  - A・D・ルーヴル (フランス/プロデューサー)
  - ルイ・ショーヴェ (フランス/ジャーナリスト)
  - ジャック・イベール (フランス/作曲家)
  - ルネ・ジャンヌ (フランス/批評家)
  - ルイ・トゥシャージュ (フランス/芸術家)
  - ボール・ヴィアラール (フランス/作家)
  - ジョルジュ・ビドー夫人 (フランス/公式代表)
  - ジョルジュ・ラギュイ (フランス/サンディカ代表)
  - ギー・デッソン (フランス/政治家・フランス国議会代表)

## 上映作品

### コンペティション部門
| 題名 原題                                                 | 監督                                          | 製作国                  |
| --------------------------------------------------------- | --------------------------------------------- | ----------------------- |
| 陽のあたる場所 A Place in the Sun                         | ジョージ・スティーヴンス                      | アメリカ合衆国          |
| イヴの総て All About Eve                                  | ジョセフ・L・マンキウィッツ                   | アメリカ合衆国          |
| Balarrasa (Reckless)                                      | ホセ・アントニオ・ニエヴェス・コンデ          | スペイン                |
| 輝かしき勝利 Bright Victory                               | マーク・ロブソン                              | アメリカ合衆国          |
| Caiçara                                                   | アドルフォ・チェリ                            | イタリア                |
| Der Fallende Stern (The Falling Star)                     | ヤーコプ・ガイス                              | 西ドイツ                |
| Die Tödlichen Träume                                      | パウル・マルティン                            | 西ドイツ                |
| ジープの四人 Die Vier im Jeep                             | レオポルト・リントベルク                      | スイス                  |
| Doña Diabla (The Devil Is a Woman)                        | ティト・デイヴィソン                          | メキシコ                |
| エドワールとキャロリーヌ Édouard et Caroline              | ジャック・ベッケル                            | フランス                |
| 令嬢ジュリー Fröken Julie                                 | アルフ・シェーベルイ                          | スウェーデン            |
| Identité judiciaire (Paris Vice Squad)                    | エルヴェ・ブロンベルジェ                      | フランス                |
| 越境者 Il cammino della speranza                          | ピエトロ・ジェルミ                            | イタリア                |
| Il Cristo proibito (The Forbidden Christ)                 | クルッツィオ・マラパルテ                      | イタリア                |
| 愛人ジュリエット Juliette ou La clef des songes           | マルセル・カルネ                              | フランス                |
| 金星勲章騎士 Kavalier zolotoy zvezdy                      | ユーリー・ライズマン                          | ソビエト連邦            |
| Különös házasság                                          | マートン・ケレチ                              | ハンガリー              |
| 南海の情炎 La Balandra Isabel llegó esta tarde            | カルロス・ヒューゴ・クリステンセン            | ベネズエラ アルゼンチン |
| La Danza del fuego (Dance of Fire)                        | ダニエル・ティナイレ                          | スペイン アルゼンチン   |
| La Honradez de la cerradura (The Honesty of the Look)     | ルイス・エスコバル                            | スペイン                |
| Los Isleros                                               | ルーカス・デマレ                              | アルゼンチン            |
| 忘れられた人々 Los olvidados                              | ルイス・ブニュエル                            | メキシコ                |
| Marihuana (The Marihuana Story)                           | レオン・クリモフスキー                        | スペイン アルゼンチン   |
| ミラノの奇蹟 Miracolo a Milano                            | ヴィットリオ・デ・シーカ                      | イタリア                |
| 夜明け Мусоргский                                         | グレゴーリ・ロッシャーリ                      | ソビエト連邦            |
| ナポリ女百万長者! Napoli milionaria                       | エドゥアルド・デ・フィリッポ                  | イタリア                |
| Osvobozhdyonnyy kitay (The New China)                     | セルゲイ・ゲラシーモフ                        | ソビエト連邦 中国       |
| Past (The Trap)                                           | マルチン・フリチュ                            | チェコスロバキア        |
| Robinson warszawski (Unvanquished City)                   | イェジー・ザジツキ                            | ポーランド              |
| Rumbo                                                     | ラモン・トラド                                | スペイン                |
| Spiegel van Holland (Mirror of Holland)                   | ベルト・ハーンストラ                          | オランダ                |
| Teleftaia apostoli (The Last Mission)                     | Nikos Tsiforos                                | ギリシャ                |
| The Browning Version                                      | アンソニー・アスキス                          | イギリス                |
| ハロルド・ディドルボックの罪 The Sin of Harold Diddlebock | プレストン・スタージェス                      | アメリカ合衆国          |
| ホフマン物語 The Tales of Hoffmann                        | マイケル・パウエル エメリック・プレスバーガー | イギリス                |